# نويل جولي
نويل جولي (بالإنجليزية: Noel Jolly) هو عسكري نيوزيلندي، ولد في 23 ديسمبر 1908، وتوفي في 23 أبريل 1969 في أوكلاند في نيوزيلندا.